# Asadipus longforest
Asadipus longforest är en spindelart som beskrevs av Norman I. Platnick 2000. Asadipus longforest ingår i släktet Asadipus och familjen Lamponidae. Inga underarter finns listade i Catalogue of Life.